# Melipotis perpendicularis
Melipotis perpendicularis är en fjärilsart som beskrevs av Achille Guenée 1852. Melipotis perpendicularis ingår i släktet Melipotis och familjen nattflyn. Inga underarter finns listade i Catalogue of Life.